# HD 111775
HD 111775，又名CD-47 7917，SAO 223720、HR 4880，是一颗恒星，视星等为6.33，位于銀經303.05，銀緯14.78，其B1900.0坐标为赤經12h 46m 27s，赤緯-47° 14.78′ 1″。